# Kadruda
Kadruda és una subregió de Wadi al-Khowi al Sudan, al nord-est de Karmah (Kerma). S'ha pogut comprovar que fa cinc mil anys el riu Nil corria deu kilòmetres més a l'est que actualment i s'hi han localitzat cementiris datats vers el 3000-2000 aC.